# Ineni (reina)
| i | in · n | i |

| i | in · n | i |

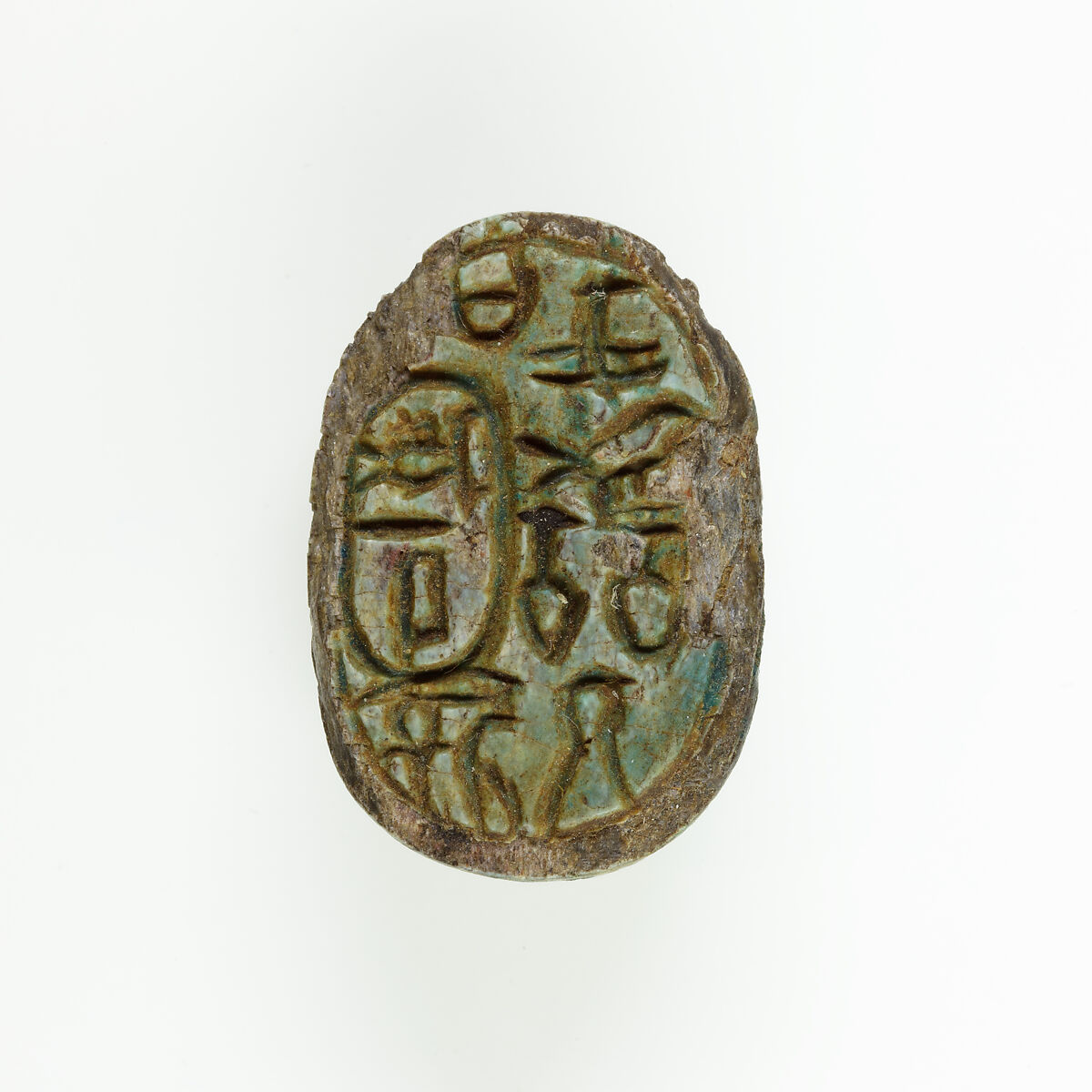
Escarabeo de la reina Ineni.

Ineni, Ini o Inni fue una antigua reina egipcia que vivió durante la Dinastía XIII (hacia 1700 a. C.). 
Tenía los títulos de "gran esposa real" y "la que está unida con la corona blanca". Es una de las primeras reinas del Antiguo Egipto cuyo nombre se escribió dentro de un cartucho. Esta forma de escribir un nombre sólo se utilizaba antes para los nombres de reyes y algunas hijas de reyes que ocupaban cargos especiales. No se conoce con certeza el nombre del marido de Ineni, aunque se cree que fue el rey Merneferra Ay, ya que sus escarabeos tienen un estilo similar al de este rey.

## Testimonios
Hasta ahora, solo se la conoce por 21 escarabeos y una impresión de sello de Kerma (Nubia).
- En Londres, Museo Británico EA 32311 | Un sello de escarabeo de esteatita vidriado de color verde, de procedencia desconocida, con la base inscrita con un cartucho y un epíteto. Dice: Inni, Gran esposa del rey unida a la belleza de la corona blanca.[2]
- En Jerusalén, Museo de Israel 76.31.3888 | Sello de escarabeo (19x12 mm).[3]
- En Nueva York, Met 22.1.418 | Un sello de escarabeo de esteatita vidriado de color verde (22x15x9 mm).[4]